# Forenede Koncernen
Forenede A/S er en dansk familieejet servicevirksomhed med hovedsæde i Ballerup. Virksomheden beskæftiger sig med rengøring, kantine- og ejendomsservice, plejehjem, omsorg, pleje og vikarservice.
De har to primære datterselskaber: Rengøringsvirksomheden Forenede Service og care-virksomheden Forenede Care.

## Historie
I 1959 etablerede Peer C. Krogh sig som selvstændig vinduespudser i København sammen med broderen Poul Krogh under navnet De Forenede Rengøringsselskaber A/S. Dette firma, senere kaldet Forenede Service, voksede efterhånden til en koncern - Forenede-koncernen -, som nu er Nordens største familieejede servicevirksomhed med en omsætning på 2,693 milliarder kr. (2021)  og ca. 11.200 ansatte.